# Charles Cornwallis
Charles Cornwallis, eerste Markies Cornwallis (Londen, 31 december 1738 – Ghazipur, 5 oktober 1805) was een Britse militair en koloniaal gouverneur. Hij is bekend als Brits generaal in de Amerikaanse Onafhankelijkheidsoorlog. Het beleg van Yorktown in 1781, waarbij hij verslagen werd door een Amerikaans-Franse troepenmacht, wordt vaak als einde van die oorlog beschouwd.

## Levensloop
Cornwallis was afkomstig uit een invloedrijke familie. Zijn vader, Charles Cornwallis, was de vijfde baron Cornwallis en werd later tot earl ("graaf") Cornwallis verheven. Zijn broer, William Cornwallis, was admiraal, zijn oom, Frederick Cornwallis, aartsbisschop van Canterbury.
Hij bezocht Eton College en Clare College alvorens toe te treden tot de 1st Foot Guards als vaandrig. Zijn verdere militaire opleiding genoot hij onder andere aan de militaire academie van Turijn. In 1760 werd hij lid van het Lagerhuis, in 1762, na de dood van zijn vader, trad hij toe tot het Hogerhuis als tweede earl Cornwallis.
Cornwallis begon zijn militaire carrière in de Zevenjarige Oorlog. Hij vocht onder andere in de Slag bij Minden en de Slag bij Villinghausen.
In 1776 landde hij in Noord-Amerika, als plaatsvervangend commandant van de troepen onder Henry Clinton. De eerste jaren van de Amerikaanse Onafhankelijkheidsoorlog was Cornwallis relatief succesvol. Zo nam hij onder andere Philadelphia in en versloeg hij Horatio Gates in de slag bij Camden, al behaalde hij mindere resultaten in de slag bij Trenton en de slag bij Princeton. In september en oktober 1781 werd hij echter door George Washington en de graaf van Rochambeau bij Yorktown belegerd en nadien afgesloten van maritieme bevoorrading na de Slag van de Chesapeake, waarna hij zich op 19 oktober 1781 overgaf. Na dit beleg van Yorktown erkende Groot-Brittannië in 1783 in de Vrede van Parijs de onafhankelijkheid van de Amerikaanse koloniën, waarmee er formeel een einde kwam aan de Amerikaanse Onafhankelijkheidsoorlog.
Na zijn terugkeer uit de, inmiddels voormalige, Amerikaanse koloniën was Cornwallis tot twee keer toe gouverneur-generaal van Brits-Indië (1786 - 1792 en 1805). In deze hoedanigheid was hij verantwoordelijk voor de Permanent Settlement van 1793, een hervorming van de landbelastingen met verregaande consequenties voor de landbouw in het Britse Rijk. Cornwallis had van de East India Company de opdracht conflicten met de inheemse heersers te vermijden. Dit weerhield hem er niet van de Derde Oorlog tegen het sultanaat Mysore te voeren. Tipu Sultan van Mysore was al langer een gezworen vijand van de Britten. In 1784 was een voor de Britten onvoordelige vrede getekend en Cornwallis zag uit naar een kans om zijn in Amerika geschonden militaire reputatie te herstellen. De directe aanleiding van de oorlog was Tipu's bedreiging van Travancore, een Britse bondgenoot die van groot belang was voor de specerijenhandel van de East India Company. De oorlog was een succes voor de Britten. Ondanks felle tegenstand kon Mysore niet tegen de overmacht op. Toen Cornwallis in februari 1792 het beleg opsloeg voor Tipu's hoofdstad Srirangapatna was de laatste gedwongen een voor hem nadelige vrede te tekenen.
Als Lord Lieutenant of Ireland (vanaf juni 1798) was Cornwallis onder andere verantwoordelijk voor het neerslaan van de Ierse opstand van 1798. Ook zette hij zich in voor het opnemen van katholieke emancipatie in de Act of Union van 1800.

## Militaire loopbaan
- Ensign: 8 december 1756
- Captain: 1759
- Lieutenant-Colonel: mei 1761
- Colonel: 1766
- Major-General: 1775
- Lieutenant-General: 1777
- General: 1793

## Decoratie
- Ridder in de Orde van de Kousenband in 1786

- Bibsys: 1093904
- Biblioteca Nacional de España: XX5435445
- Bibliothèque nationale de France: cb14967010h (data)
- Catàleg d'autoritats de noms i títols de Catalunya: 981058522521906706
- Gemeinsame Normdatei: 129360236
- International Standard Name Identifier: 0000 0000 7373 0910
- Library of Congress Control Number: n88148317
- National Archives and Records Administration: 10571238
- Nationale Bibliotheek van Tsjechië: jo20211117021
- Nationale bibliotheek van Australië: 35603309
- Nationale Bibliotheek van Israël: 987007278025305171
- Nationale Bibliotheek van Polen: a0000001162134
- Nederlandse Thesaurus van Auteursnamen: 258464240
- SNAC: w60v8jtv
- Système universitaire de documentation: 146491858
- Trove: 1011208
- Virtual International Authority File: 20760091
- WorldCat: E39PBJptYdx3TBgmdfpPPprcyd